# جون جيروم
جون جيروم (بالإنجليزية: John Jerome)‏ هو كاتب أمريكي، ولد في 1932، وتوفي في 2002.